# Nvidia Drive
Nvidia Drive es una plataforma informática de Nvidia, cuyo objetivo es proporcionar funciones de asistencia al conductor y vehículos autónomos impulsada por el aprendizaje profundo. La plataforma se presentó en el Consumer Electronics Show (CES) en Las Vegas en enero de 2015. Una versión mejorada, Drive PX 2, se presentó en CES un año después, en enero de 2016.
El programa de lanzamiento de software estrechamente relacionado con la plataforma en algún momento se denominó NVIDIA DRIVE Hyperion junto con un número de revisión que ayuda a coincidir con la generación de hardware para el que se creó, y también crea paquetes listos para ordenar bajo ese término. En el pasado, solo existían los términos Nvidia Drive SDK para el paquete de desarrollador y Nvidia Drive OS subincluido para el software del sistema (también conocido como OS) que venía con las plataformas de evaluación o podía descargarse para cambiar y actualizar el OS más adelante.

## Hardware y Semiconductores

### Basado en Maxwell
El primero de los chips autónomos de Nvidia se anunció en CES 2015, basado en la microarquitectura GPU Maxwell. La alineación constaba de dos plataformas:

#### Drive CX
El Drive CX se basó en un solo Tegra X1 SoC (Sistema en un chip) y se comercializó como una computadora de cabina digital, que brindaba un tablero rico, navegación y experiencia multimedia. Los primeros comunicados de prensa de Nvidia informaron que la placa Drive CX será capaz de llevar un Tegra K1 o un Tegra X1.

#### Drive PX

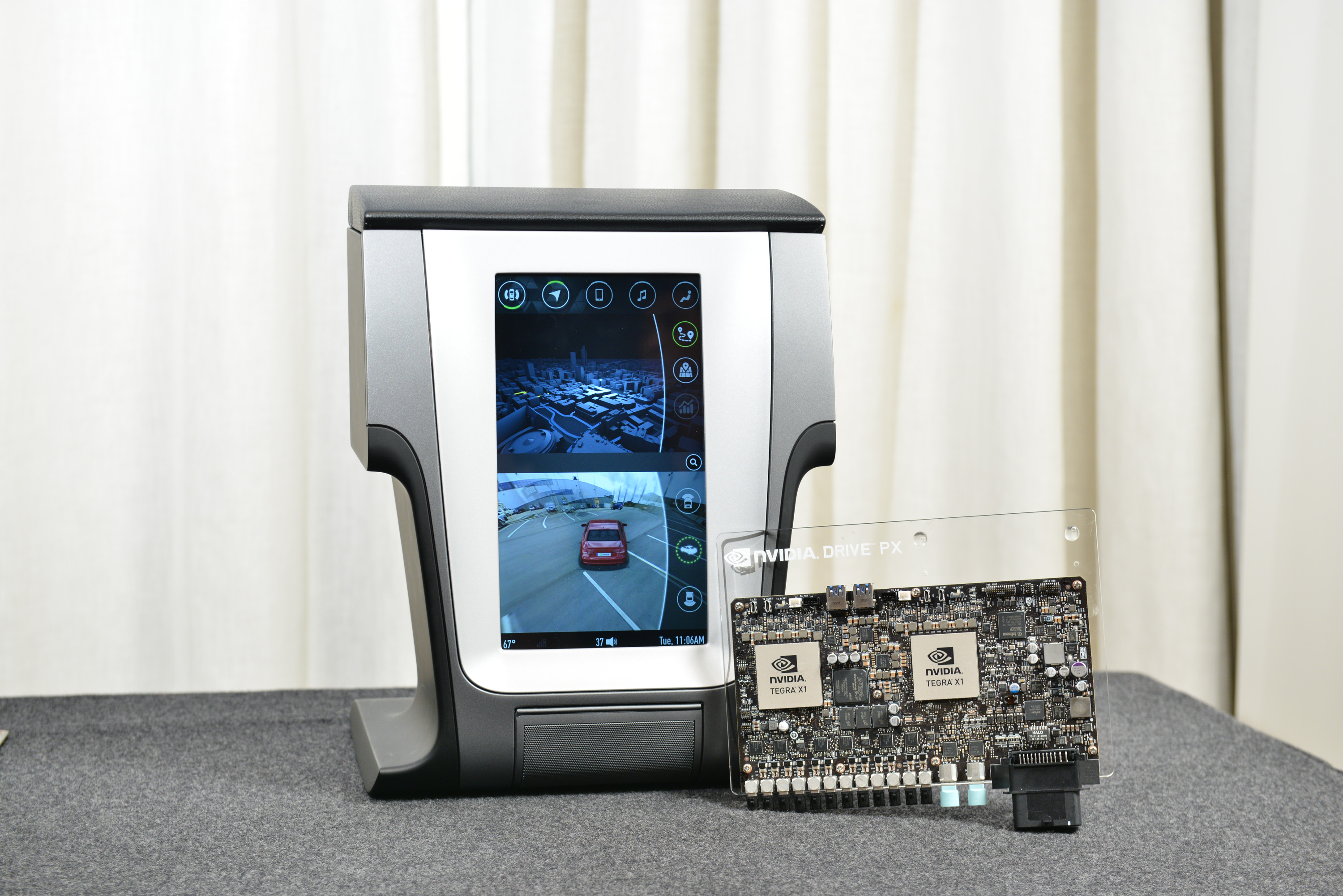
Drive PX

La primera versión de Drive PX se basa en dos SoC Tegra X1 y fue una plataforma de desarrollo inicial dirigida a automóviles de conducción (semi)autónoma.

### Basado en Pascal
Las plataformas Drive PX basadas en la microarquitectura GPU Pascal se anunciaron por primera vez en CES 2016. Esta vez solo se anunció una nueva versión de Drive PX, pero en múltiples configuraciones.

#### Drive PX 2
La Nvidia Drive PX 2 se basa en uno o dos SoC Tegra X2 donde cada SoC contiene 2 núcleos Denver, 4 núcleos ARM A57 y una GPU de la generación Pascal. Hay dos configuraciones de tablero en el mundo real:
- para AutoCruise: 1 × Tegra X2 + 1 GPU Pascal
- para AutoChauffeur: 2 × Tegra X2 + 2 GPU Pascal

Además, existe la propuesta de Nvidia para una conducción totalmente autónoma mediante la combinación de varios elementos de la variante de tablero AutoChauffeur y la conexión de estos tableros usando, por ejemplo, UART, CAN, LIN, FlexRay, USB, Ethernet de 1 Gbit o Ethernet de 10 Gbit. Para cualquier diseño de PCB personalizado derivado, la opción de vincular los procesadores Tegra X2 a través de algún puente de bus PCIe también está disponible, de acuerdo con los diagramas de bloques de la placa que se pueden encontrar en la web.
Todos los vehículos de Tesla Motors fabricados a partir de mediados de octubre de 2016 incluyen un Drive PX 2, que se utilizará para el procesamiento de red neuronal para habilitar el piloto automático mejorado y la funcionalidad de conducción autónoma completa. Otras aplicaciones son Roborace. El desmontaje de la unidad de control basada en Nvidia de un automóvil Tesla reciente mostró que un Tesla estaba usando un Drive PX 2 AutoCruise de un solo chip modificado, con una GPU GP106 agregada como módulo MXM. Las marcas del chip dieron fuertes pistas para el Tegra X2 Parker como CPU SoC.

### Basado en Volta
Los sistemas basados en la microarquitectura GPU Volta se anunciaron por primera vez en CES 2017.

#### Drive PX Xavier
El primer sistema Drive PX basado en Volta se anunció en CES 2017 como Xavier AI Car Supercomputer. Se volvió a presentar en CES 2018 como Drive PX Xavier. Los informes iniciales del Xavier SoC sugirieron un solo chip con una potencia de procesamiento similar al sistema Drive PX 2 Autochauffeur. Sin embargo, en 2017, el rendimiento del sistema basado en Xavier se revisó posteriormente al alza, a un 50% más que el sistema Drive PX 2 Autochauffeur. Se supone que Drive PX Xavier ofrece 30 INT8 TOPS de rendimiento mientras consume solo 30 vatios de potencia. Esto se extiende a través de dos unidades distintas, la iGPU con 20 INT8 TOPS como se publicó anteriormente y el DLA recientemente anunciado un poco más tarde que proporcionó 10 INT8 TOPS adicionales.

#### Drive PX Pegasus
En octubre de 2017, Nvidia y las empresas de desarrollo asociadas anunciaron el sistema Drive PX Pegasus, basado en dos dispositivos Xavier CPU/GPU y dos GPU de generación posterior a Volta (Turing). Las empresas afirmaron que el sistema Drive PX de tercera generación sería capaz de conducir de forma autónoma de nivel 5, con un total de 320 INT8 TOPS de potencia computacional de IA y un TDP de 500 vatios.

### Basado en Ampere

#### Drive AGX Orin
La familia de placas Drive AGX Orin se anunció el 18 de diciembre de 2019 en GTC China 2019. El 14 de mayo de 2020, Nvidia anunció que Orin utilizaría la nueva microarquitectura de GPU Ampere y comenzaría a probar para los fabricantes en 2021 y estaría disponible para producción en 2022. Se espera que las variantes de seguimiento estén más equipadas con modelos de chips y/o módulos del Tegra Orin SoC .

### Basada en Ada Lovelace

#### DRIVE Thor
Anunciado el 20 de septiembre de 2022, Nvidia DRIVE Thor viene equipado con una CPU Arm Neoverse Poseidon AE y una GPU basada en Ada Lovelace.

## Software y empaquetado
Con la etiqueta Hyperion agregada a su serie de plataformas de referencia, Nvidia promociona sus productos masivos para que otros puedan probarlos fácilmente y luego crear sus propios productos de grado automotriz. Especialmente, la parte de software rica en funciones del sistema base está destinada a ser de gran ayuda para que estos otros avancen rápidamente en el desarrollo de sus soluciones específicas de aplicaciones. Empresas de terceros, como DeepRoute.ai, han indicado públicamente que utilizan esta plataforma de software como su base de elección. Todo el diseño se concentra en UNIX /Entornos de tiempo de ejecución derivados o compatibles con Posix (Linux, Android, QNX, también conocido como las variantes de Drive OS) con soporte especial para los semiconductores mencionados anteriormente en forma de soporte interno (CUDA, Vulkan) y externo (interfaces y controladores especiales para cámara, lidar, CAN y muchos más ) del respeto ive tableros de referencia. Para mayor claridad, Nvidia agrupa el núcleo del software necesario para el desarrollador como Drive SDK que se subdivide en los componentes DRIVE OS, DriveWorks, DRIVE AV y DRIVE IX.
| Versión de Hyperion | Anunciado  | Lanzamiento del último chip | Inicio de uso en carretera | Caso de uso objetivo        | Semiconductores          | Plataformas de referencia/Kits de desarrollador                              | Versión de Drive OS                            | Soporte de sensores                                                                                     |
| ------------------- | ---------- | --------------------------- | -------------------------- | --------------------------- | ------------------------ | ---------------------------------------------------------------------------- | ---------------------------------------------- | --- |
| 7.1                 |            | 2020                        |                            | Level 2+ autonomous driving | Xavier, Turing GPU       | DRIVE AGX Xavier Developer Kit, DRIVE AGX Pegasus Developer Kit              |                                                | vehicle external: 7x camera, 8x radar; vehicle internal: 1x camera                                      |
| 8                   |            | 2020                        |                            |                             | Xavier, Turing GPU       | DRIVE™ AGX Pegasus GV100, DRIVE™ AGX Xavier                                  | 5.0.13.2 (linux)                               | vehicle external: 12x camera, 9x radar, 1x lidar                                                        |
| 8.1                 |            | 2022                        | Estimado para 2024         |                             | Orin, Xavier, Turing GPU | NVIDIA DRIVE AGX Orin™, DRIVE AGX Pegasus, DRIVE Hyperion 8.1 Developer Kits | Orin: 6.0 (latest: 6.0.4) Xavier/Pegasus:5.2.6 | vehicle external: 12x camera, 9x radar, 1x lidar                                                        |
| 9                   | Marzo 2022 | 2024                        | Estimado para 2026         |                             | Atlan (Cancelado)        |                                                                              |                                                | vehicle external: 14x camera, 9x radar, 3x lidar, 20x ultrasonic; vehicle internal: 3x camera, 1x radar |

Nota: A partir de ahora, la tabla anterior todavía está "nueva" y, por lo tanto, podría estar incompleta.

## Comparación de placas de referencia
| Placa de referencia proporcionada por Nvidia | Drive CX                     | Drive PX                     | Drive PX 2 (AutoCruise)                          | Drive PX 2 (Tesla)                                             | Drive PX 2 (AutoChauffeur)                                                 | Drive PX 2 (Tesla 2.5)                         | Drive PX Xavier                                                       | Drive PX Pegasus                                              | Drive AGX Orin               | Drive AGX Pegasus OA                                        | Drive Atlan (Cancelado)                 | Drive Thor                                            |
| -------------------------------------------- | ---------------------------- | ---------------------------- | ------------------------------------------------ | -------------------------------------------------------------- | -------------------------------------------------------------------------- | ---------------------------------------------- | --------------------------------------------------------------------- | ------------------------------------------------------------- | ---------------------------- | ----------------------------------------------------------- | --------------------------------------- | ----------------------------------------------------- |
| Microarquitectura GPU                        | Maxwell (28nm)               | Maxwell (28nm)               | Pascal (16nm)                                    | Pascal (16nm)                                                  | Pascal (16nm)                                                              | Pascal (16nm)                                  | Volta (12nm)                                                          | Volta (12nm)                                                  | Ampere (8nm)                 | Ampere (8nm)                                                | Ada Lovelace (TSMC 4N)                  | Ada Lovelace (TSMC 4N)                                |
| Anunciado                                    | Enero 2015                   | Enero 2015                   | Septiembre 2016                                  | Octubre 2016                                                   | Enero 2016                                                                 | Agosto 2017                                    | Enero 2017                                                            | Octubre 2017                                                  | Diciembre 2019               | Diciembre 2019                                              | Abril 2021                              | Septiembre 2022                                       |
| Lanzamiento                                  | N/A                          | N/A                          | N/A                                              | N/A                                                            | N/A                                                                        | N/A                                            | N/A                                                                   | N/A                                                           | 2022                         | 2022                                                        | Cancelado                               | 2025                                                  |
| Chips                                        | 1x Tegra X1                  | 2x Tegra X1                  | 1x Tegra X2 (Parker) + 1x Pascal GPU             | 1x Tegra X2 (Parker) + 1x Pascal GPU                           | 2x Tegra X2 (Parker) + 2x Pascal GPU                                       | 2x Tegra X2 (Parker) + 1x Pascal GPU           | 1x Tegra Xavier                                                       | 2x Tegra Xavier + 2x Turing GPU                               | 2x Tegra Orin                | 2x Tegra Orin + 2x Ampere GPU                               | ?x Grace-Next CPU + ?x Ada Lovelace GPU | ?x Arm Neoverse Poseidon AE CPU + ?x Ada Lovelace GPU |
| CPU                                          | 4x Cortex A57 4x Cortex A53  | 8x Cortex A57 8x Cortex A53  | 2x Denver 4x Cortex A57                          | 2x Denver 4x Cortex A57                                        | 4x Denver 8x Cortex A57                                                    | 4x Denver 8x Cortex A57                        | 8x Carmel ARM64                                                       | 16x Carmel ARM64                                              | 12x Cortex A78AE             | 24x Cortex A78AE                                            | ?x Grace-Next                           | ?x Arm Neoverse Poseidon AE                           |
| GPU                                          | 2 SMM Maxwell 256 CUDA cores | 4 SMM Maxwell 512 CUDA cores | 1x Parker GPGPU (1x 2 SM Pascal, 256 CUDA cores) | 1x Parker GPGPU (1x 2 SM Pascal, 256 CUDA cores on a MXM slot) | 2x Parker GPGPU (2x 2 SM Pascal, 512 CUDA cores)+ 2x dedicated MXM modules | 1x Parker GPGPU 1x 2 SM Pascal, 256 CUDA cores | 1x Volta iGPU (512 CUDA cores)                                        | 2x Volta iGPU (512 CUDA cores) 2x Turing dGPUs (? CUDA cores) | 2x Ampere iGPU (?CUDA cores) | 2x Ampere iGPU (? CUDA cores) 2x Ampere dGPU (? CUDA cores) | ?x Ada Lovelace                         | ?x Ada Lovelace                                       |
| Acelerador                                   |                              |                              |                                                  |                                                                |                                                                            |                                                | 1x DLA 1x PVA                                                         | 2x DLA 2x PVA                                                 | 2x DLA 2x PVA                | 2x DLA 2x PVA                                               | ?                                       | ?                                                     |
| Memoria                                      |                              |                              | 8GB LPDDR4                                       |                                                                | 16GB LPDDR4                                                                |                                                | 16GB LPDDR4                                                           |                                                               | 32GB LPDDR5                  |                                                             | ?                                       | ?                                                     |
| Almacenamiento                               |                              |                              | 64GB eMMC                                        |                                                                | 128GB eMMC                                                                 |                                                |                                                                       |                                                               |                              |                                                             | ?                                       | ?                                                     |
| Rendimiento                                  |                              |                              | 4 FP32 TFLOPS 10-12 DL TOPS                      | 4 FP32 TFLOPS 10-12 DL TOPS                                    | 16 FP16 TFLOPS 8 FP32 TFLOPS 20-24 DL TOPS                                 | 4 FP32 TFLOPS 10-12 DL TOPS                    | 20 INT8 TOPS, 1.3 FP32 TFLOPS (GPU) 10 INT8 TOPS, 5 FP16 TFLOPS (DLA) | 320 INT8 TOPS (total)                                         | 400 INT8 TOPS (total)        | 2000 INT8 TOPS (total)                                      | 1000 INT8 TOPS                          | 2000 FP8 TOPS                                         |
| TDP                                          |                              | 20W                          | 40W SoC portion: 10W                             | 40W SoC portion: 10W                                           | 80W SoC portion: 20W                                                       | 60W SoC portion: 20W                           | 30W                                                                   | 500W                                                          | 130W                         | 750W                                                        | ?                                       | ?                                                     |

Nota: dGPU y la memoria son semiconductores independientes; todos los demás componentes, especialmente los núcleos ARM, iGPU y DLA son componentes integrados de los dispositivos informáticos principales enumerados